# Rıfat Yıldız
Rıfat Yıldız (Yenigazi, Turquía, 1 de abril de 1965) es un deportista alemán de origen turco que compitió en lucha grecorromana.
Participó en cuatro Juegos Olímpicos de Verano, obteniendo una medalla de plata en Barcelona 1992, en la categoría de 57 kg, el cuarto lugar en Sídney 2000, el quinto lugar en Atlanta 1996 y el octavo en Seúl 1988.
Ganó tres medallas en el Campeonato Mundial de Lucha entre los años 1987 y 1991, y cinco medallas en el Campeonato Europeo de Lucha entre los años 1990 y 2000.

## Palmarés internacional
| Representando a la RFA   |                            |                   |           |
| Campeonato Mundial       |                            |                   |           |
| Año                      | Lugar                      | Medalla           | Categoría |
| 1987                     | Clermont-Ferrand (Francia) | Medalla de plata  | 57 kg     |
| Campeonato Europeo       |                            |                   |           |
| Año                      | Lugar                      | Medalla           | Categoría |
| 1990                     | Poznań (Polonia)           | Medalla de bronce | 57 kg     |
| Representando a Alemania |                            |                   |           |
| Juegos Olímpicos         |                            |                   |           |
| Año                      | Lugar                      | Medalla           | Categoría |
| 1992                     | Barcelona (España)         | Medalla de plata  | 57 kg     |
| Campeonato Mundial       |                            |                   |           |
| Año                      | Lugar                      | Medalla           | Categoría |
| 1990                     | Ostia (Italia)             | Medalla de oro    | 57 kg     |
| 1991                     | Varna (Bulgaria)           | Medalla de oro    | 57 kg     |
| Campeonato Europeo       |                            |                   |           |
| Año                      | Lugar                      | Medalla           | Categoría |
| 1991                     | Aschaffenburg (Alemania)   | Medalla de bronce | 57 kg     |
| 1992                     | Copenhague (Dinamarca)     | Medalla de oro    | 57 kg     |
| 1996                     | Budapest (Hungría)         | Medalla de bronce | 57 kg     |
| 2000                     | Moscú (Rusia)              | Medalla de bronce | 58 kg     |